# Виж кой говори пак
„Виж кой говори пак“ (на английски: Look Who's Talking Too) е американски игрален филм (романтична комедия) от 1990 г. и продължение на комедията на режисьора Ейми Хекърлинг от 1989 г., „Виж кой говори“. Филмът представя оригиналните членове на ролите Джон Траволта и Кърсти Али като Джеймс и Моли Убриако, родителите на Майки (озвучен от Брус Уилис), дете, което се справя с най-новото допълнение към семейството, бебето Джули (озвучена от Роузън Бар). В допълнение към това, той има проблеми с използването на гърненце и неортодоксалните съвети, които той получава от своя приятел, Еди (озвучен от Деймън Уейънс), не прави проблема по-добър.

## Сюжет
Филмът се сдобива с женените Моли (Кърсти Али) и Джеймс (Джон Траволта), които правят секс и Майки (гласът на Брус Уилис) се страхува. Моли и Джеймс казват на Майки, че трябва да е обучен в гърне. Моли открива, че отново е бременна (този път едно момиче) и Джеймс работи усърдно. Майки научава, че с малката си сестра, Джули (глас на Розана Бар), той трябва да бъде отговорен голям брат. Когато Джули е напът да се роди, пъпната връв се затваря около шията ѝ и я поставя в беда. Тя е родена чрез разрез и се отвежда в детската стая за наблюдение.
Когато Джули се среща с Майки, тя не се впечатлява. Майки, от друга страна, бързо започва да се възмущава от сестра си, когато мечтите му да бъде отговорен голям брат не съвпадат с реалността. В същото време мързеливият десен брат на Моли, Стюарт (Елиас Котеас), идва да остане, на когото Джеймс незабавно не харесва. Това, в съчетание с натиска на Джеймс, за да поеме взискателна пилотна работа, подредена от родителите на Моли, и убеждението му, че Моли е твърде защитна от Майки, причинява няколко спора между двамата, които в крайна сметка водят до напускането на Джеймс. Майки е разстроен за това и, вярвайки, че е напуснал заради Джули, разкъсва едно от препарираните животни на сестра си. Джеймс понякога се мотае с децата си (включително и измамване в киносалон) и се забавлява с тях. След кражба с взлом, най-добрата приятелка на Моли Рона (Twink Caplan) се мести с нея и тя скоро започва да се среща със Стюарт.
След „смъртта“ на любимия ѝ пингвин (на когото тя нарече Хърби), Джули решава да се научи да ходи и да си тръгва. По-късно Джули успява да стигне до дивана без подкрепа. Моли вижда това и първоначално е развълнувана, но след това се натъжи, че Джеймс не е там, за да сподели момента. Докато наблюдава Джули да спи една нощ, Майки осъзнава колко зле се отнася с нея и решава да промени начина си на действие. Моли решава да спечели Джеймс и да се облича сексуално за него, но той не се интересува. Тъй като двамата играчи, Майки за първи път използва тоалетната и призовава родителите си, които са изключително горди с него и споделят нежен момент.
Една нощ, докато Джеймс се готви да лети, Моли наблюдава новините и научава, че бурите са навсякъде около района. Тя отива да вземе Джеймс преди да излезе, оставяйки Стюарт с Майки и Джули. Тя го хваща и се опитва да го убеди да не излита, точно както контролната кула отмени полета. След това двамата се изравняват. Междувременно един крадец (вероятно един и същ, който също ограби Рона) влиза и изтича, когато Стюарт влезе с неговия разтоварен пистолет. Стюарт го преследва, забравил за децата и напълно забравил факта, че е оставил хартия на гореща печка, която бързо предизвиква пожар. Майки не се паникьосва и поема отговорност, като изкарва Джули от апартамента на безопасно място. Стюарт и крадецът се сблъскват с Джеймс, който покорява крадеца. Моли и Джеймс скоро установяват, че децата са оставени сами и забелязват огъня в апартамента, само за да излязат от асансьора Майки и Джули, когато двамата се подготвят да влязат, за да ги спасят. Тогава Джеймс изгасява огъня, преди той да причини много щети.
На следващия ден Джеймс, Моли, Стюарт, Рона и родителите на Моли посещават барбекю. Там Джули пита Майки защо я е спасил, когато те винаги се борят. Майки ѝ казва, че за толкова, колкото те се разделят на нервите, те са децата и трябва да се държат заедно, тъй като възрастните никога няма да имат смисъл за тях. Двамата след това тръгват ръка за ръка.

## Актьорски състав
| Изпълнител      | Роля                                                              |
| --------------- | ----------------------------------------------------------------- |
| Джон Траволта   | Джеймс Убриако Гласът на сперматозоидите на Джеймс (некредитиран) |
| Кърсти Али      | Моли Убриако Гласът на сперматозоидите на Моли (некредитирана)    |
| Лорн Сусман     | Майки Убриако                                                     |
| Меган Милнър    | Джули Убриако (на 1 година)                                       |
| Джорджия Кейтли | Джули (на 4 месеца)                                               |
| Ники Греъм      | Джули (новородено)                                                |
| Елиас Котеас    | Стюарт Дженсън                                                    |
| Туинк Каплан    | Рона                                                              |
| Олимпия Дукакис | Роузи Дженсен                                                     |
| Лесли Еуен      | Деби                                                              |
| Гилбърт Готфрид | Джоуи, инструктор по бебешка гимнастика                           |
| Джон С. Дейвис  | Д-р Флешър                                                        |
| Брус Уилис      | Майки Убриако (глас)                                              |
| Розана Бар      | Джули Убриако (глас)                                              |
| Деймън Уейънс   | Еди (глас)                                                        |
| Мел Брукс       | Г-н Тоалетна                                                      |

## Продукция
Известната тематична музика на TriStar Pictures, композирана от Дейв Грусин, е играна по време на сцената, когато Джули практикува ходене. В началото на логото съществува вариация, когато Брус Уилис (гласът на Майки) прави имитация на Мистър Ед.

## Кастинг
Задницата в края на първия филм изобразява некредитираната Джоан Ривърс, която дава гласа на Джули. Поради конфликти при планирането, тя отхвърли ролята.
Освен това в ранния трейлър Ричард Прайър първоначално щеше да бъде гласът на Еди.
Също така се появяват Олимпия Дукакис, Елиас Котеас и Гилбърт Готфрид. Допълнителни вокални таланти включват Деймън Уейънс в поддържаща роля като гласа на Еди. Мел Брукс прави камео вид като глас на г-н Тоалетна. Филмът е последван от още едно продължение, Виж кой говори сега (1993) г. Бебешки актьори в него са Лорн Сусман и Меган Милнър.

## Алтернативни версии
Когато филмът се излъчи на ABC Family, много от изтритите сцени (като например Моли заплашва Майки с пердах, ако той взема Джули отново) бяха показани. Една забележителна добавка е тичащ кляп, където Моли разговаря с приятели и хора и тя възпламенява мечтата на Джеймс да я изневерява. Има дори една последователност, в която тя си го представя като Джон Ленън и самата нея, тъй като Йоко Оно пародира активността им.
В една версия Джеймс и Стюарт разговарят след пристигането му в апартамента.

## Български дублажи
| Преводач            | Борислав Стефанов                                                           |
| Тонрежисьор         | Михаил Михайлов                                                             |
| Режисьор на дублажа | Ралица Ботева                                                               |
| Озвучаващи артисти  | Елена Русалиева Лина Златева Христо Чешмеджиев Николай Николов Борис Чернев |

| Преводач           | Елена Златева                                                           |
| Озвучаващи артисти | Весела Хаджиниколова Цветослава Симеонова Кристиян Фоков Николай Пърлев |
| Тонрежисьор        | Росица Александрова                                                     |